# 台灣高山田鼠
台湾高山田鼠（学名：Alexandromys kikuchii）为仓鼠科田鼠属的动物。為台湾之特有種，為臺灣分布最高的鼠類，主要分布於海拔2000至3000公尺的高山地區。夜行性，活動於箭竹高山草原區，以植物嫩芽、嫩葉為食。